# Ive
Ive (кор. 아이브, Aibeu; стилизуется как IVE; читается как Айв) — южнокорейская гёрл-группа, сформированная в 2021 году лейблом Starship Entertainment. Коллектив состоит из шести участниц: Гаыль, Юджин, Рэй, Вонён, Лиз и Лисо. Дебют состоялся 1 декабря 2021 года с сингл-альбомом Eleven.
Ive получили большую известность благодаря своему второму сингл-альбому Love Dive выпущенный в 2022 году, альбом занял первое место в цифровом чарте Circle, стал самым исполняемым синглом года и выиграл «Песню года» на премиях Asia Artist Awards, Golden Disc Awards, MAMA Awards и Melon Music Awards.

## Название
Название означает «I Have» (У меня есть), что символизирует стремление показать всё, что у них есть, в достойной «Ive» (самих себя) форме. Они планируют представить новое направление на сцене K-pop, как группы, которая делится тем, что у них уже есть.

## Карьера

### Пре-дебют
Ан Юджин и Чан Вонён участвовали в шоу на выживание Produce 48 в 2018 году, где они заняли 1-е и 5-е места попав в проектную временную группу IZ*ONE. Они продвигались вместе с группой до её расформирования 29 апреля 2021 года.

### 2021—2022: Дебют сEleven,Love Dive,After Likeи японский дебют

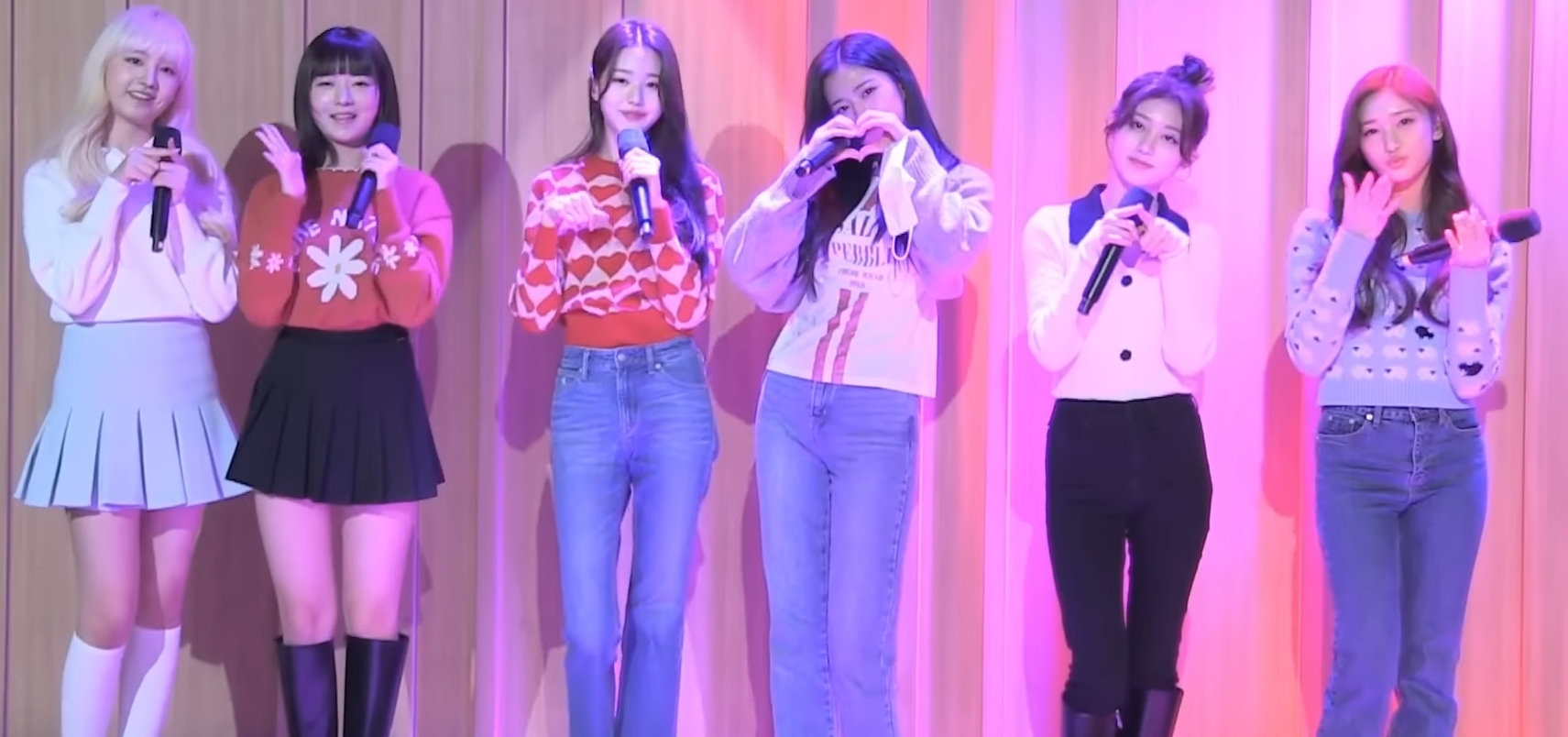
Ive на SBS Radio, 23 декабря 2021 года.

2 ноября Starship Entertainment объявили, что дебютирует новую группу девушек, впервые с момента дебюта WJSN в 2016 году. Участницы были представлены с 3 по 8 ноября. 8 ноября Starship сообщили, что группа дебютирует 1 декабря. Два дня спустя было объявлено, что группа дебютирует с сингл-альбомом Eleven. Группа дебютировала в эфире на канале KBS2 Music Bank 3 декабря, исполнив ведущий сингл.
«Eleven» поднялся на 9-е место в мировом чарте цифровых продаж песен и официально дебютировал в Billboard Global 200 и Billboard Global. Песня также возглавила хит-парад Hot Trending Songs. Кроме того, сингл дебютировал в чарте Billboard Japan Hot 100. Группа также вошла в глобальный топ-200 Spotify, китайский музыкальный чарт QQ, японский Line Music и Топ-10 всех основных отечественных музыкальных сайтов.
8 декабря, ровно через неделю после дебюта, Ive одержали свою первую победу на музыкальном шоу Show Champion, что сделало их самой быстрой женской группой, занявшей первое место с момента дебюта. Кроме того, Eleven зафиксировал наибольшее начальное общее количество продаж альбома, зафиксированное в первую неделю выпуска, что является самым высоким показателем среди дебютных альбомов женских групп. 27 декабря сингл «Eleven» поднялся на 4-е место в глобальном рейтинге Spotify «Вирусный топ-50» и достиг 95-го места в чарте «Глобальный топ-200». В региональном чарте песня возглавила как вирусный топ-50, так и топ-200 чартов Южной Кореи. Песня также была самой популярной транслируемой песней на YouTube в Южной Корее в течение двух недель подряд, и группа была выбрана в качестве лучшего исполнителя в списке воспроизведения K-pop-хитов всемирной платформы потоковой передачи высококачественной музыки Tidal. 8 марта 2022 года клип на песню «Eleven» достиг 100 миллионов просмотров на YouTube.
В январе 2022 года Ive были выбраны 31 самым популярным экспертами музыкального агентства из различных развлекательных компаний как самые ожидаемые артисты в 2022 году среди всех исполнителей K-pop.
5 апреля Ive выпустили свой второй сингл-альбом Love Dive с одноимённым ведущим синглом. Через неделю после релиза песня стала вирусной и набрала 200 миллионов просмотров в TikTok. Сингл также собрал 28,9 миллиона просмотров и разошелся тиражом 2800 экземпляров за пределами США за первую полную неделю. В чартах песня занимает десятое место в мировом чарте, кроме чарта США, став первой песней группы, достигшей высшей позиции. Согласно чарту Hanteo, альбом поднялся в первую десятку списка самых высоких еженедельных продаж альбомов женских групп за все время. Музыкальное видео на песню «Love Dive» набрало 100 миллионов просмотров 15 июня.
14 июля было объявлено, что Ive выпустят японскую версию своего дебютного сингла «Eleven» летом. Песня была выбрана в качестве темы для телепередачи Fuji TV Виртуальный остров приключений 2022, который стартует 11 августа.
18 июля Starship Entertainment объявили, что 22 августа Ive вернутся со своим третьим сингл-альбомом After Like. Альбом был выпущен 22 августа с одноимённым ведущим синглом.
10 августа на официальном японском сайте Ive было объявлено, что они дебютируют в Японии осенью. 8 сентября было объявлено, что Ive выпустят японскую версию «Eleven» 19 октября.
16 ноября группа приняла участие в ежегодном «Spotify Holiday Single» от Spotify, состоящий из песен проекта, представленных различными исполнителями, непосредственно отобранными Spotify в преддверии рождественского сезона в конце года. Ive — первый артист корейской группы, принявший участие в ежегодном проекте, переосмыслив заглавную песню их третьего сингла «After Like», выпущенную в августе, как новую версию ремикса в новогоднем стиле и эксклюзивно выпустив её на Spotify по всему миру. 26 ноября Ive выиграли свой первый Дэсан (главный приз) в номинации «Песня года» на Melon Music Awards 2022. Позже они выиграли ещё три Дэсана на различных премиях. 20 декабря было объявлено, что Ive появятся на обложке январского номера журнала Vogue Korea за 2023 год, став 5-й группой, появившейся на его обложке, после Big Bang, Exo, Blackpink и BTS.

### 2023—н.в:I’ve Ive, тур иI’ve Mine

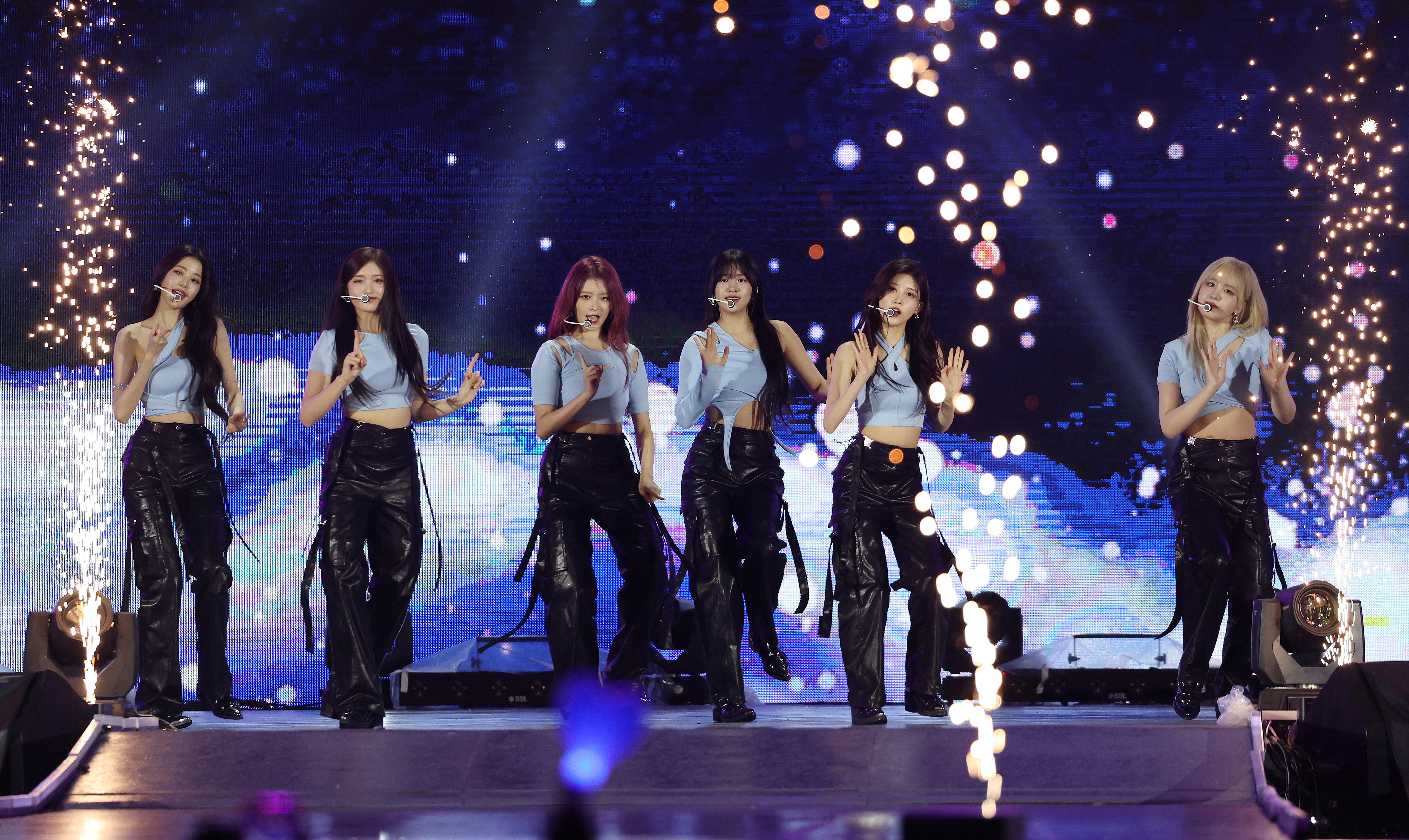
Ive выступают на суперживом концерте World Scout Jamboree 2023 K-pop Super Live.

16 января 2023 года Ive выпустили свой второй японский сингл «Love Dive», японскую версию одноимённой песни. С 11 по 24 февраля Ive провели первый этап своего первого сольного тура The Prom Queens, охватывающего Сеул, Иокогаму и Кобе за шесть аншлаговых концертов..
16 марта было объявлено, что Ive выпустят свой первый студийный альбом I’ve Ive 10 апреля. Группа предварительно выпустила сингл с альбома под названием «Kitsch» 27 марта, дебютировавший на первом месте в цифровом чарте Circle. Эта песня стала их второй песней, занявшей первое место в корейских музыкальных чартах.
24 марта было объявлено, что группа подписала контракт с Columbia Records, лейблом Sony Music, для продвижения в Соединённых Штатах в рамках Kakao Entertainment, материнской компании группы. Starship Entertainment, партнерство с лейблом. 8 апреля группа выступила на концерте Music Bank в Париже, который проходил на парижской арене Пари-Ла-Дефанс Арена, Франция.
1 апреля было объявлено, что 31 мая Ive выпустят свой первый мини-альбом под названием Wave вместе с одноимённым ведущим синглом.
10 апреля Ive выпустили свой первый полноформатный альбом I’ve Ive вместе с ведущим синглом «I Am». Сингл поднялся на первое место в цифровом чарте Circle, став их третьей песней, достигшей абсолютного пика в корейских музыкальных чартах. Два сингла «I Am» и «Kitsch» с их первого студийного альбома I’ve Ive, оба из которых достигли «Perfect all-kill», сделав I’ve Ive первым альбомом женской группы K-pop, в котором есть две песни с Perfect all-kill (PAK), начиная с 2NE1 в 2011 году. 11 апреля Starship Entertainment объявили, что участница Рэй временно приостановит свою деятельность по состоянию здоровья.
9 мая Ive предварительно выпустили «Wave», ведущий сингл с их грядущего одноимённого японского альбома. 26 мая Starship Entertainment объявили, что Рей вернется из перерыва после месяца бездействия. 31 мая первый японский альбом Ive Wave дебютировал на № 1 в ежедневном чарте альбомов Oricon, а затем дебютировал на № 1 в еженедельном чарте альбомов Oricon.
Он также дебютировал под номером 1 в Billboard Japan Hot Albums и был сертифицирован золотой Ассоциацией звукозаписывающей индустрии Японии. С 17 июня по 9 июля Ive завершили вторую половину своего первого сольного тура The Prom Queens, состоявший из шести остановок по Юго-Восточной Азии и Тайване.. Азиатский тур собрал в общей сложности 97 000 зрителей. 13 июля Ive выпустили свой промо-сингл под названием «I Want» в сотрудничестве с Pepsi. 22 июля Ive выступили на Цивитас Метрополитано в Мадриде, Испания, в составе участников супер-концерта K-pop Lux SBS.
27 июля было объявлено, что Ive готовится к возвращению в октябре. В августе было объявлено, что группа отправится в свое первое мировое турне Show What I Have , начинающееся в октябре. Предвкушая свое возвращение в том же месяце, Ive впервые представят свой новый альбом во время первой остановки своего мирового турне. 3 сентября было объявлено, что 13 октября они выпустят свой первый мини-альбом на корейском языке под названием I’ve Mine. В альбом войдут три заглавных трека, причем два из них будут выпущены предварительно, а именно «Either Way» 25 сентября и «Off the Record» 6 октября. Третий заглавный трек «Baddie» будет выпущен вместе с альбомом.

## Другая деятельность

### Послы
В сентябре 2022 года группа была назначена послом ежегодной кампании Корейского Красного Креста «Everybody Campaign» по продвижению волонтерства.

### Рекламные сделки
В августе 2022 года Ive появилась в качестве модели в «Vr» SK Telecom, сервисе видеосвязи на основе подписки. В январе 2023 года группа была выбрана в качестве модели для «Проекта 2023 Pepsi», совместного проекта Starship Entertainment и Pepsi. 21 января группа была выбрана в качестве новой модели для Papa John’s Pizza.

### Филантропия
14 февраля 2023 года Ive и Starship Entertainment пожертвовали 150 миллионов вон на оказание чрезвычайной помощи в связи с землетрясениями в Турции и Сирии.

## Участницы
У группы нет основных или ведущих позиций
| Сценический псевдоним | Сценический псевдоним | Настоящее имя | Настоящее имя  | Дата рождения | Позиции                                    |
| Основной              | Другой                | На русском    | Хангыль/Кандзи | Дата рождения | Позиции                                    |
| --------------------- | --------------------- | ------------- | -------------- | ------------- | ------------------------------------------ |
| Юджин                 | Yujin                 | Ан Ю Джин     | 안유진         | 01.09.2003    | Лидер, ведущая вокалистка                  |
| Гаыль                 | Gaeul                 | Ким Га Ыль    | 김가을         | 24.09.2002    | Главная танцовщица, ведущая рэперша, маднэ |
| Рэй                   | Rei                   | Наои Рэй      | 直井 怜        | 03.02.2004    | Главная рэперша, вокалистка                |
| Вонён                 | Wonyoung              | Чан Вон Ëн    | 장원영         | 31.08.2004    | Вокалистка, вижуал                         |
| Лиз                   | Liz                   | Ким Джи Вон   | 김지원         | 21.11.2004    | Главная вокалистка                         |
| Лисо                  | Leeseo                | Ли Хён Со     | 이현서         | 21.02.2007    | Ведущая вокалистка, макнэ                  |

## Дискография
| - I've Mine (2023) - Ive Switch (2024) - Ive Empathy (2025) | Японские альбомы Мини-альбомы Wave (2023) |

## Фильмография

### Веб-шоу
- 1,2,3 Ive (2021—2022, YouTube)
- Ive On (2021—2023, YouTube)
- Ive Off (2022-н.в)
- Ive Log (2022-н.в)

## Концерты и туры

### Туры
- Ive the 1st fan-con «The Prom Queens» (2023)

### Мировые-туры
- Ive The 1st World Tour «Show What I Have» (2023)